# Haploa reversa
Haploa reversa är en fjärilsart som beskrevs av Richard Harper Stretch 1885. Haploa reversa ingår i släktet Haploa och familjen björnspinnare. Inga underarter finns listade i Catalogue of Life.